# Kemal Okuyan
 (avril 2019).
Kemal Okuyan (né en 1962 à Izmir) est l’éditeur en chef du quotidien SoL et le leader du Parti communiste de Turquie.